# Josep Casals Navas
Josep Casals Navas (Barcelona, 1955) és un filòsof i doctor en Història de l'Art, professor d'Estètica a la Universitat de Barcelona. Ha escrit nombrosos articles en premsa i revistes especialitzades com El Viejo Topo, L'Avenç, Viento Sur o Quimera.

## Obra publicada
- El expresionismo. Orígenes y desarrollo de una nueva sensibilidad (1982)
- L'entusiasme i l'acció. Giordano Bruno i la crisi del Renaixement (1988)
- Aﬁnidades vienesas. Sujeto, lenguaje, arte[3] (Premi Anagrama d'Assaig, 2003)[4]
- Constelación de pasaje. Imagen, experiencia, locura (2015)[5]
- Crónica crítica. Periodismo, universidad, burocracia, política, nación (2020)[6]